# Nadja Ramadan
Nadja Ramadan (* 1984 in Landshut) ist eine deutsche Staatsangehörige, die sich 2014 dem sogenannten Islamischen Staat (IS) in Syrien anschloss. Im Sommer 2017 wurde sie von den Demokratischen Kräften Syriens festgenommen. Ein aus dem Gefangenenlager per Video an die deutsche Bundesregierung gerichteter Aufruf, ihr und ihren beiden in Syrien geborenen Kindern eine Rückkehr nach Deutschland zu ermöglichen, erfuhr im Sommer 2017 weitläufige öffentliche Aufmerksamkeit.
Im Oktober 2022 wurde Ramadan mit den zwei bei ihr befindlichen Kindern durch die Bundesregierung nach Deutschland zurückgeführt. Sie befindet sich seither in Untersuchungshaft. Im Juli 2023 wurde vom Staatsschutzsenat des OLG Frankfurt am Main die Anklage wegen Mitgliedschaft in einer ausländischen terroristischen Vereinigung sowie Kriegsverbrechen gegen das Eigentum zur Hauptverhandlung zugelassen, welche im September 2023 begann. Sie wurde im Januar 2024 vom Oberlandesgericht Frankfurt zu einer Gesamtfreiheitsstrafe von drei Jahren und drei Monaten verurteilt.

## Leben

### Kindheit und Jugend
Nadja Ramadan ist die Tochter einer deutschen Mutter und eines libanesischen Vaters und wuchs in Landshut auf. Ihre Eltern ließen sich scheiden, die Mutter erhielt das alleinige Sorgerecht. Ende Dezember 1991 wurde sie im Alter von sieben Jahren von ihrem Vater, der zu diesem Zeitpunkt eine 28-monatige Gefängnisstrafe verbüßte, während eines einwöchigen Hafturlaubs in den Libanon entführt.
Im Alter von 14 Jahren wurde Ramadan mit einem in Weinheim lebenden Cousin zwangsverheiratet und kehrte daraufhin nach Deutschland zurück, wo sie in den folgenden Jahren drei Kinder zur Welt brachte. Ramadan beschrieb das damalige Zusammenleben gegenüber Journalisten 2017 als von Zwang und Drohungen ihr gegenüber geprägt. Nach einzelnen Medienangaben soll es in dieser Zeit zu einem Eingreifen des Jugendamts gekommen sein, weil Ramaden selbst gegenüber ihren Kindern gewalttätig geworden sein soll. Ramadan gibt an, sich in dieser Zeit verstärkt dem Islam zugewandt sowie mit der Verschleierung begonnen zu haben.

### Radikalisierung und IS-Mitgliedschaft
Ab 2009 soll sich Nadja Ramadan im Frankfurter Umfeld radikalisiert haben. 2011 – im Alter von 26 Jahren – verließ sie ihren Mann und die gemeinsamen Kinder, um sich der dortigen salafistischen Szene anzuschließen. 2014 lernte sie über Facebook den aus Hamburg stammenden Cem Kula kennen, der zu diesem Zeitpunkt bereits als IS-Mitglied im syrischen ar-Raqqa lebte. Dort soll er eine militärische Ausbildung absolviert und anschließend an Kampfhandlungen teilgenommen haben. Im Juli 2014 begab sich Ramadan ebendahin und heiratete Kula kurz nach ihrer Ankunft nach islamischen Ritus.
Ramadan wurde schwanger und zog im Mai 2015 mit Kula nach Tal Afar im Irak, wo dieser bei einem Bombenangriff ein Bein verlor und später in einem Fernmeldeamt des IS tätig gewesen sein soll. Ein zweites Kind des Paares starb kurz nach der Geburt. Aufgrund zunehmender Kämpfe in der Region im Rahmen der Schlacht um Mossul kehrten Ramadan und Kula im Januar 2017 nach ar-Raqqa zurück, wo das dritte gemeinsame Kind geboren wurde. Nachdem sich im Juni 2017 auch die Schlacht um ar-Raqqa verschärfte, versuchte Ramadan zusammen mit den beiden Kindern und mit Hilfe eines Schleusers, durch Westkurdistan in die Türkei zu gelangen. Dabei wurden sie an einem Kontrollpunkt gefasst und nach einem mehrwöchigen Gefängnisaufenthalt in Kobane in ein Gefangenenlager bei Ain Issa überführt.
Im Gefangenenlager Ain Issa traf Ramadan auf die von dort berichtenden Journalisten Wolfgang Bauer und Andy Spyra. Letzterer nahm ein später auf Zeit Online veröffentlichtes Video auf, in dem sich Ramadan direkt an die damalige Bundeskanzlerin Angela Merkel wandte und um schnellstmögliche Rückführung nach Deutschland bat, da sie ihren Kindern ein „ganz normales Aufwachsen“ ermöglichen möchte. In vielen Medien wurde daraufhin der mögliche Umgang mit IS-Rückkehrerinnen diskutiert.
Im Oktober 2022 wurden Ramadan und ihre Kinder im Rahmen der sechsten Rückholaktion der Bundesregierung aus einem Gefangenenlager bei Roj in Nordostsyrien nach Deutschland zurückgeführt.

### Strafverfahren
Unmittelbar nach ihrer Ankunft am Frankfurter Flughafen Anfang Oktober 2022 wurde Nadja Ramadan in Untersuchungshaft genommen. Ihr wird vorgeworfen, beim IS als „Kommunikationsspionin“ tätig gewesen zu sein. Zudem habe sie durch Haushaltsführung und Kindererziehung die Tätigkeit ihres Ehemanns beim IS ermöglicht. Des Weiteren soll sie in einem sozialen Netzwerk einen Beitrag veröffentlicht haben, um Frauen aus Deutschland zur Ausreise in das Gebiet des IS zu bewegen. Für ihre Tätigkeit sollen sie und ihr Ehemann monatliche Geldzahlungen vom IS erhalten haben. In Bezug auf diese Tätigkeiten wird ihr die Mitgliedschaft in einer ausländischen terroristischen Vereinigung vorgeworfen. Ferner soll die Familie nacheinander zwei Unterkünfte in Tal Afar besetzt haben, deren rechtmäßigen Eigentümer zuvor vor dem IS geflohen waren. Aus diesem Grund werden ihr auch Kriegsverbrechen gegen das Eigentum vorgeworfen.
Die Anklage gegen Ramadan wurde im Juli 2023 vom Staatsschutzsenat des OLG Frankfurt am Main zugelassen, woraufhin die Hauptverhandlung im September 2023 begann. Wie durch ihren Verteidiger angekündigt, legte Ramadan ein vollumfängliches Geständnis ab, was sich erheblich strafmildernd auswirkte. Sie wurde im Januar 2024 zu einer Gesamtfreiheitsstrafe von drei Jahren und drei Monaten verurteilt.